# 天苑增九
鯨魚座σ，又名BD-15 449，HD 15798、SAO 148445、HR 740，是鯨魚座的一颗恒星，视星等为4.75，位于銀經191.12，銀緯-63.78，其B1900.0坐标为赤經2h 27m 20.8s，赤緯-15° -63.78′ 1″。